# Битва за Раджастан
Битва за Раджастан — вооружённое столкновение или серия столкновений, в которых гуджарские кланы противостояли арабским завоевателям в 738 году. Итогом битвы стало выдворение арабов с территорий к востоку от Инда. Финальное сражение произошло в границах современных Синда — Раджастхана. Название битвы связано как с территорией (Раджастхан), так и с кланами Гуптов, которые проживали на этой территории.

## Предыстория
После распада государства Гуптов (около 550 г. н. э.) со всех сторон Индию окружали воюющие государства и кланы, которые пытались занять место державы Гуптов. Среди них были Ясодхарманы из Мальвы, Маитрака из Валлаби и Харша из Тханесара. Тем не менее, стабильное государственное образование на севере Индии — Гурджара-Пратихара — было образовано только в 750 году в районе Раджастхан-Малва-Гуджарат, при этом оно просуществовало чуть более одного века.
В VII веке в Восточную Азию активно начали проникать политико-религиозные веяния ислама, а его представители вели подчас захватническую политику. При халифате Омейядов арабы попытались захватить приграничные территории Индии, которые находились под властью разрозненных королевств — Кабул, Забул и Синд, но получили отпор. В начале 8 века Королевство Синд под управлением раджпутского короля (раджи) Дахира из династии Раи сотрясали внутренние раздоры. Арабы воспользовались ослаблением противника и в итоге в 712 году Мухаммад ибн Касим оккупировал эту территорию. Мухаммад был племянником Аль-Хадджая, правителя Ирака и Великого Хорасана. Мухаммад ибн Касим и его последователи попытались из Синда проникнуть в Пенджаб и другие индийские регионы, однако были разгромлены Лалитадитией из Кашмира и Ясовармана из Каннауджа. Кроме того, позиции арабов в Синде были также непрочны.
Последователь Мухаммада ибн Касима — Джунаид ибн Абдур-Рахман ал-Марри, в конце концов подавил сопротивление индусов Синда. Воспользовавшись сложившимися условиями в Западной Индии, на территории которой в это время располагалось несколько мелких государств, Джунаид в начале 730 года с войсками начал наступление. Разделив войска на две части, ему удалось разграбить несколько городов в южном Раджастане, западной части Мальвы, и Гурджара.
В индийских исторических хрониках подтвержден факт вторжения Арабов, однако только на территории небольших государств в районе Гурджара. Также они отмечают разгром арабов в двух местах. Южная армия повернула на север в район Гурджара и потерпела поражение в Навсари от кланов Гурджара. Армия, которая повернула на восток, достигла Аванти, чей правитель Гурджара Пратихара Нагабхатта нанес поражение войскам арабов и они обратились в бегство.

## Битва за Раджастхан
Когда эмир Джунаид вошёл с войсками в Раджастхан, правитель Гурджара-Пратихара Нагабхата I создал союз с Джаясимха Варманом, правителем Латы из династии Чалукья, который был братом короля Викрамадитья I. Джаясимха Варман отправил своего сына, Аваниджанашрайя Пулакеши на помощь Нагабхате I. Джунаид, предположительно, умер от ран, полученных в битве с союзными войсками.

## Вооружение и ресурсы сторон
В описании Гвалиора встречаются данные, что Нагабхатта «сокрушил огромную армию сильного короля Млечча.» Огромная армия состояла из кавалерии, пехоты, осадной артиллерии и возможно боевых верблюдов. С того момента, как Тамин стал новым правителем, под его руководством находилась сирийская кавалерия из Дамаска, местные арабские войска, набранные в Синде индусы, а также иностранные наёмники, такие как турки. Общее количество войск вторжения колебалось в пределах 30-40 тыс. человек. Для сравнения, раджпуты могли выставить только 5-6 тыс. единиц кавалерии.
Арабский историк Сулейман так описывал имперскую армию Гурджара-Пратихара по состоянию на 851 год: Король Гурджара в постоянной готовности держит большое количество войск, как ни один другой принц Индии он отдает предпочтение кавалерии. Надо сказать, что она находится в прекрасном состоянии. Он настроен враждебно по отношению к арабам, хотя он понимает, что арабский халиф является величайшим царем из царей. Среди принцев Индии нет ни одного другого, кто бы был таким противником исламской веры. Также он богат — богатство его составляют лошади и верблюды, каковых несметное количество.
Однако ко времени битвы за Раджастхан боевая мощь войска Гурджара-Пратихаров только начала расти. Фактически Нагабхатта был первым выдающимся правителем. Как видно из описания, кавалерия составляла важную часть армии. В некоторых других работах говорится, что короли и военачальники Индии ездили на слонах, чтобы «обозревать поле битвы». Пехота стояла за слонами, а кавалерия формировала фланги и авангард.

## Последствия
Преемник Джунаида, Тамим бин Заид аль Утби организовал несколько военных кампаний против Раджастана, однако не преуспел в этом, никаких новых территорий арабы не получили. Более того, его войска были отброшены до Инда объединёнными войсками короля Каннауджа Ясо Вармана. Таким образом, восточной границей арабских владений в Синде стала река Инд. По словам арабского историка Сулеймана, «не нашлось места, где мусульмане могли бы укрыться». Арабы бежали на западный берег Инда, покинув все свои владения на восточном берегу, доставшиеся победителям-Гурджара. Местные вожди воспользовались этим для того, чтобы заново восстановить свою власть и независимость. Впоследствии арабы построили город Мансура на другой стороне Инда, там где река была наиболее глубока и широка. Этот город стал новой столицей Синда.
Арабам в Синде потребовалось достаточно много времени для того, чтобы восстановиться после поражения. В начале 9 века правитель Башар попытался организовать вторжение в Индию, однако также потерпел поражение. Даже наземная экспедиция, посланная халифами, была разгромлена кланом Саиндхава из Катхиявара. После этого арабские хроники отмечали, что халиф Махди, «отказался от завоеваний любых частей Индии».
В дальнейшем среди арабов Синда начались междоусобицы. В итоге Синд распался на два враждующих шиитских государства: Мансура и Мултан, каждое из которых платило дань Гурджара-Пратихара. Кроме того, нарастало внутреннее сопротивление в Синде, направленное против захватчиков. Эта борьба никогда не прекращалась, а после победы соседей-Раджпутов, против господства арабских завоевателей выступило население. В итоге они были свергнуты, и Синдом стали править местные династии принявших ислам раджпутов, такие как Соомра и Самма.

## Исследовательские работы

### Работы на хинди
- Gwalior stone inscription of Bhoja Pratihara
- Jodhpur inscription of Bauka Pratihara
- Bappabhattcharitam
- Harivamsapurana (Jinasena)
- Kumarpalacharita (Jaysimha)
- Vikramarjuna Vijaya (Pampa)
- Khummana-Raso

### Мусульманские источники
- Al-Madaini
- Futuhu-l Buldan (Ahmad bin Yahya)
- Chach-nama (Muhammad Ali Kufi)
- Kitab ul-Aqalim (Istakhri)
- Ashkal ul-Bilad (ibn Hauqal)
- Silsilat ut-Tawarikh (Sulayman)

### Современные работы
- The Age of Imperial Kannauj (The History and Culture of the Indian People — Volume IV)
- Who were the Imperial Pratiharas (RR Halder)
- The Glory that was Gurjaradesa (KM Munshi)